# Pointe d'Uble
La pointe d'Uble est un sommet des Alpes française situé dans le massif du Chablais sur les communes de la Côte-d'Arbroz, Taninges et Mieussy.
Située dans la vallée du Giffre, il est possible d'apercevoir depuis son sommet le roc d'Enfer, la pointe de Chalune, la Haute-Pointe, la pointe du Haut-Fleury, la pointe de Marcelly, le Môle, la chaîne des Aravis et le massif du Mont-Blanc.

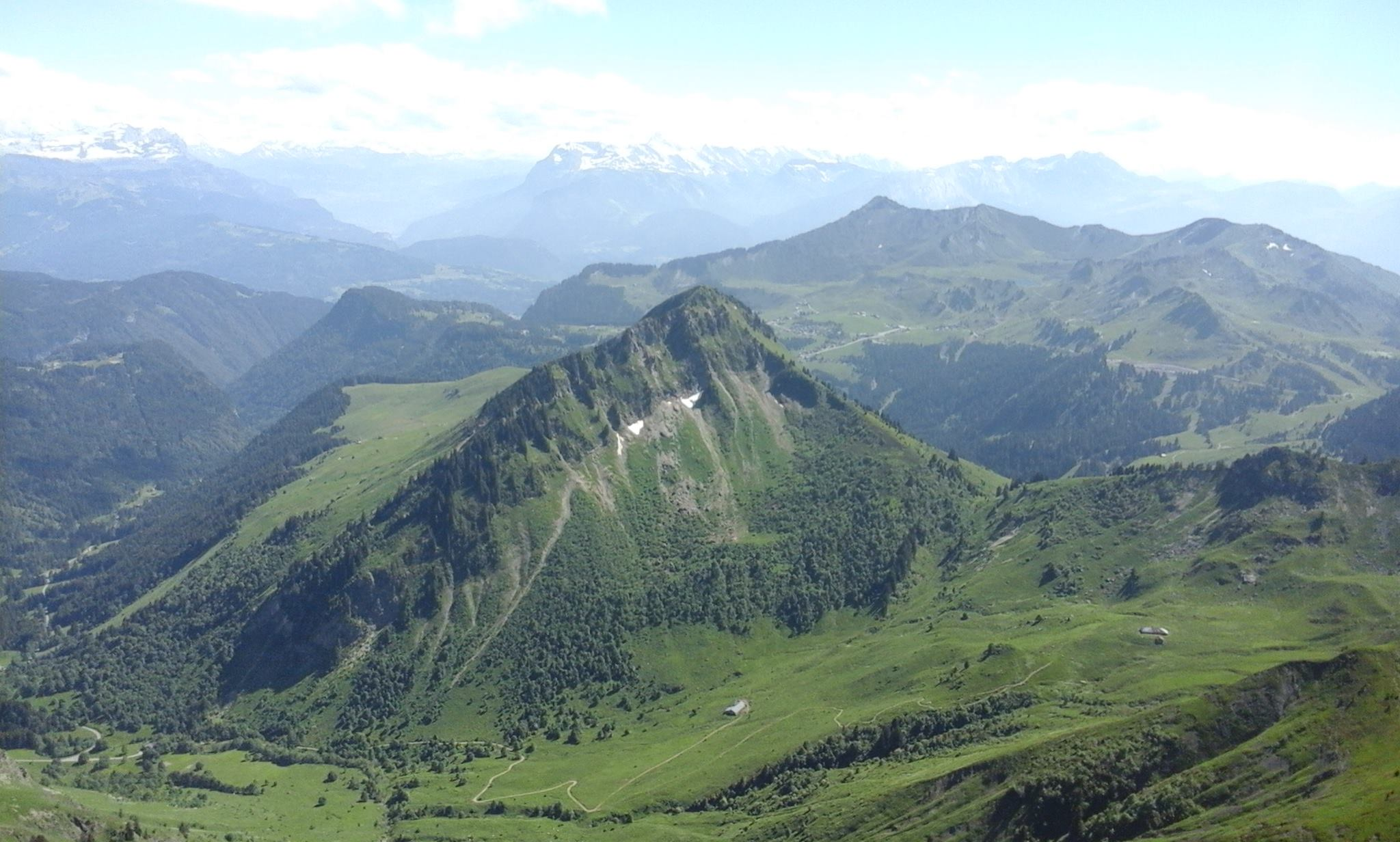
Vue de la pointe d'Uble depuis la pointe du Haut-Béné.